# Acorizal
Acorizal är en kommun i Brasilien.   Den ligger i delstaten Mato Grosso, i den centrala delen av landet, 900 km väster om huvudstaden Brasília. Antalet invånare är 5 516.
Omgivningarna runt Acorizal är huvudsakligen savann. Runt Acorizal är det mycket glesbefolkat, med 3 invånare per kvadratkilometer.